# Adolphe-Édouard Défossé
Adolphe Édouard Défossé, né le 20 janvier 1855 à Bourghelles (France) et mort le 15 mars 1922 à Paris, est un homme politique français.

## Biographie
Professeur d'histoire, en 1895, ses concitoyens du canton ouest de Dunkerque l'envoient siéger au Conseil d'arrondissement où il est toujours réélu, sauf une brève interruption de 1901 à 1904 ; il est secrétaire de cette assemblée en 1899-1900, vice-président en 1908-1909, puis président à partir de 1910.
Il se présente aux élections générales législatives du 6 mai 1906 dans la première circonscription de Dunkerque, mais est battu, n'ayant obtenu que 3 946 voix contre 4 526 à Albert Sauvage et 8 974 à Florent Guillain, député sortant, qui est réélu au premier tour. Il subit un nouvel échec aux élections générales du 24 avril 1910, obtenant 5 163 voix contre 9 614 à Alfred Dumont. À celles des 26 avril et 10 mai 1914, il est distancé au premier tour de scrutin par Alfred Dumont qui a obtenu 9 643 voix : lui-même avait recueilli 7 497 voix et Naessens 2 065 ; mais il l'emporte au second tour avec 10 071 voix contre 9 514 à Alfred Dumont, sur 19 860 votants.
Inscrit au groupe radical socialiste, il est membre de la Commission de la marine marchande, de la Commission de réparation des dommages causés par les faits de guerre, de la Commission des travaux publics et de la Commission des régions libérées.
Aux élections générales du 16 novembre 1919, il sollicite le renouvellement de son mandat sur la liste de Fédération républicaine conduite par Louis Loucheur, mais il n'est pas réélu, n'ayant obtenu que 126 169 voix, sur 374 022 votants.
Il meurt à Paris trois ans plus tard, le 15 mars 1922, à l'âge de 67 ans. Il est inhumé au cimetière de Grenelle (division 5).

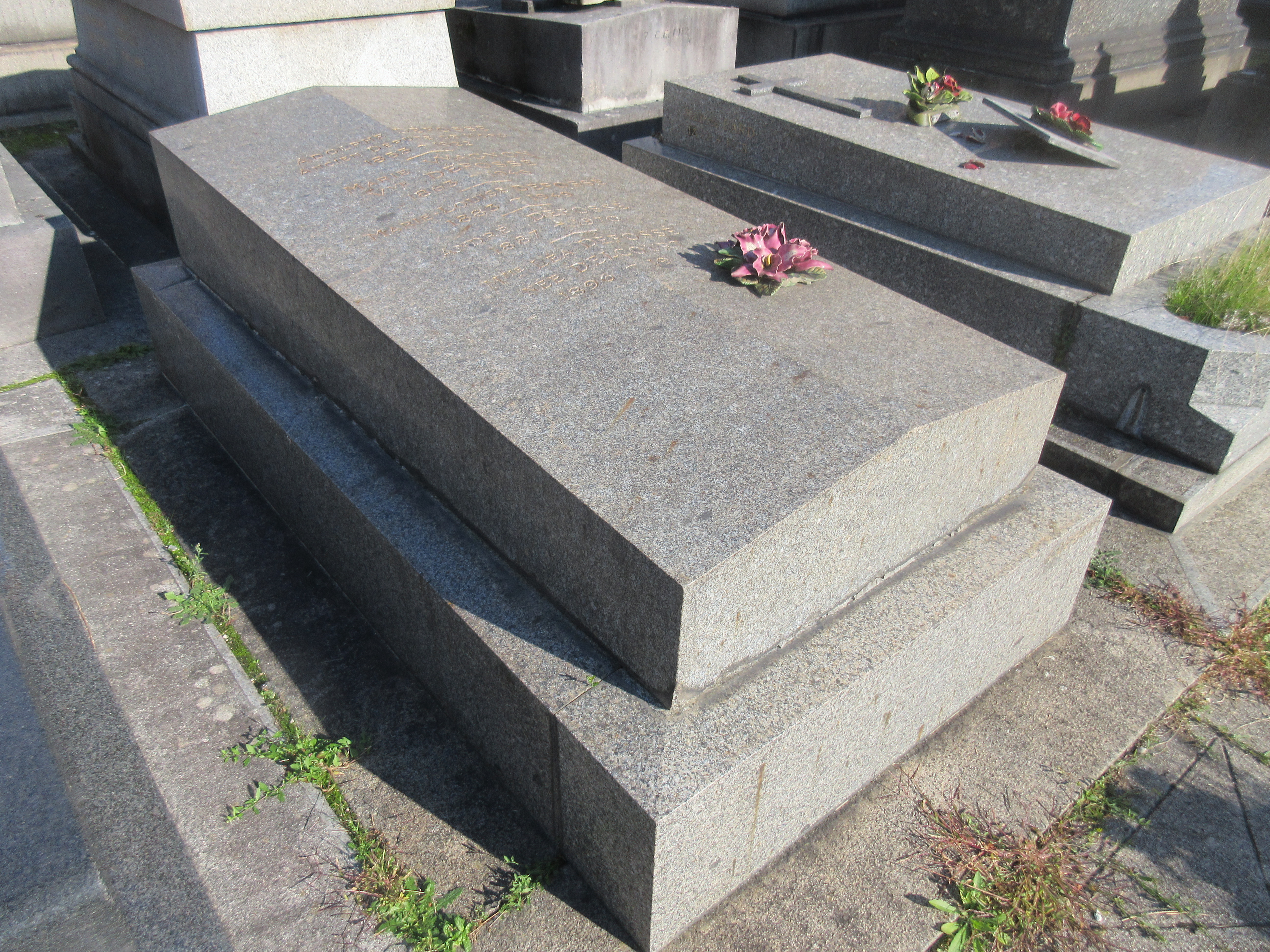
Tombe d'Adolphe-Édouard Défossé au cimetière de Grenelle (division 7).

## Sources
- « Adolphe-Édouard Défossé », dans le Dictionnaire des parlementaires français (1889-1940), sous la direction de Jean Jolly, PUF, 1960 [détail de l’édition]